# Euphorbia obliqua
Euphorbia obliqua är en törelväxtart som beskrevs av Franz Francis Andreas Bauer och Stephan Ladislaus Endlicher. Euphorbia obliqua ingår i släktet törlar, och familjen törelväxter. Inga underarter finns listade i Catalogue of Life.